# Marcel Communeau

a Compétitions nationales et continentales officielles uniquement.

b Matchs officiels uniquement.
Marcel Communeau est un joueur de rugby à XV français, né le 11 septembre 1885 à Beauvais, mort le 26 juin 1971 dans la même ville, avant (3e ligne aile), de 1,81 m pour 86 kg. Il compte 21 sélections en équipe de France, de 1906 à 1913, dont 18 en tant que capitaine, possédant ainsi le premier ratio français (0,86) avec Philippe Struxiano, et ce devant Joseph Desclaux et René Crabos.

## Biographie

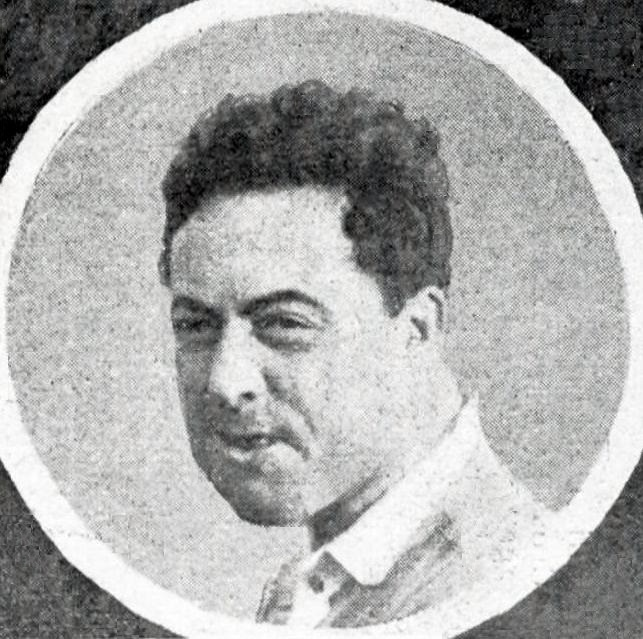
Marcel Communeau en 1910.

### Vie privée
Marcel Communeau naît le matin du 11 septembre 1885 au domicile de ses parents, au 12 place Saint-Étienne à Beauvais. Son père, Georges Communeau, est manufacturier tandis que sa mère, Marie Communeau née Legieux est sans profession.
Centralien (il est ingénieur des Arts et Manufactures, diplômé de l'actuelle École centrale Paris dont il sort major en 1902), il dirige la Manufacture française de tapis et couvertures de Beauvais, une entreprise créée par son grand-père.
Marcel Communeau se marie le 7 novembre 1918 avec Anne Rocherolles à Beauvais.

### Carrière sportive
Il est le premier international à dépasser les dix sélections (avec alors Gaston Lane), puis les vingt sélections (devant Paul Mauriat à 19, de la section rugby à XV du FC Lyon, champion de France en 1910), et participe au premier match international officiel du 1er janvier 1906 contre la Nouvelle-Zélande à Paris, ainsi qu'au premier Tournoi des V Nations de 1910 (et également aux trois suivants) d'emblée en tant que capitaine. Il est également capitaine de la première équipe de France à gagner un match international, contre l'Écosse en 1911. Il jouait alors troisième ligne centre. Il était cependant capable d'évoluer à tous les postes du paquet d'avants. Il était un joueur robuste et mobile, un avant qui se mêlait au trois-quarts.
Il compte 18 capitanats avec l'équipe de France pour 21 sélections.
Son souci constant est d'intégrer les avants à toutes les phases du jeu, et non de les cantonner à un simple rôle de pourvoyeurs de ballons. On lui doit le port du Coq gaulois sur le maillot.
Il ne joue pas en première division lorsqu'il est appelé en sélection nationale pour les Tournois de 1910 et suivants, son entraîneur de club jugeant « inutile de modifier la composition de l'équipe ». Auparavant, il est tout de même capitaine du Stade français.

### Fin de carrière
Il est contraint d'arrêter sa carrière sportive au moment de la Première Guerre mondiale, durant laquelle il sert comme capitaine d'artillerie. Après la guerre, il devient un important industriel à Beauvais.
Il obtient la Croix de guerre en 1918, et la Légion d'honneur en 1932 (puis en devient officier).

### Postérité
Le Beauvais XV Rugby Club organise depuis 1976 le Tournoi Marcel Communeau en sa mémoire, ouvert aux écoles de rugby de la région.
Un stade municipal porte son nom à Beauvais.
En 2015, il est admis au Temple de la renommée IRB,.

## Palmarès
- Champion de France en 1908
- Vice-champion de France en 1905, 1906 et 1907
- Capitaine du Stade français en 1907
- 2e capitaine de l'équipe de France dans le Tournoi des Cinq Nations, en 1910, face aux Écossais et aux Anglais (après Gaston Lane, premier capitaine face au pays de Galles à Swansea)
- 1er vainqueur d'une nation britannique dans le Tournoi, l'Écosse en 1911 (et capitaine donc).